# Eamonn Maloney
Eamonn Maloney (irisch Éamonn Ó Maoldomhnaigh; * 1953 im County Donegal, Irland) ist ein früherer irischer Politiker der irischen Labour Party. Von 2011 bis 2016 war er Teachta Dála (Abgeordneter) im Dáil Éireann.

## Leben
Maloney wuchs im Donegal auf, lebt aber seit Beginn der 1980er Jahre in Tallaght. In dieser Zeit war er Mitglied der Democratic Socialist Party von Jim Kemmy. Bereits 1987 trat er für diese Partei bei den Wahlen ohne Erfolg an. Er arbeitete zeitweise in einer Fabrik oder lebte von Arbeitslosenunterstützung. 1992 wurde er Mitglied von Irish Labour. 1999 wurde er in den South Dublin County Council gewählt und jeweils 2004 und 2009 wiedergewählt.
Bei den Wahlen zum Dáil Éireann 2011 trat er dann im Wahlkreis Dublin South-West für Labour an und wurde gewählt.
Als die Parlamentswahlen 2016 vorbereitet werden sollte, erklärte er im Juli 2015, dass er nicht mehr antreten wolle. Im September 2015 trat er dann aus der Labour Party aus und teilte mit, dass er als unabhängiger Kandidat antreten würde. Er verfehlte die Zahl der notwendigen Stimmen deutlich und schied aus dem Dáil aus.

## Privates
Eamonn Maloney ist der Bruder von Seán Maloney, einem früheren Mitglied des Seanad Éireann.